# Neolita
Neolita là một chi bướm đêm thuộc họ Noctuidae.